# The Last Poets
The Last Poets é um grupo de poetas e músicos do Harlem, Nova Iorque. Considerado um dos pioneiros do hip hop o grupo surgiu no final da década de 1960.

## Discografia (seleção)
- 1970: Right On! and javaly
- 1970: The Last Poets (Abiodun Oyewole, Jalal Mansur Nuriddin, & Umar Bin Hassan)
- 1971: This Is Madness (Jalal Mansur Nuriddin & Umar Bin Hassan)
- 1973: Chastisement (Jalal Mansur Nuriddin & Sulaiman El-Hadi)
- 1973: The Hustlers Convention (Jalal Mansur Nuriddin)
- 1974: At Last (Jalal Mansur Nuriddin, Sulaiman El-Hadi, & Umar Bin Hassan)
- 1976: Delights of the Garden (Jalal Mansur Nuriddin & Sulaiman El-Hadi)
- 1984: Oh, My People (Sulaiman El-Hadi & Jalal Mansur Nuriddin)
- 1988: Freedom Express (Sulaiman El-Hadi & Jalal Mansur Nuriddin)
- 1994: Scatterap / Home (Sulaiman El-Hadi & Jalal Mansur Nuriddin)
- 1995: Holy Terror (Abiodun Oyewole & Umar Bin Hassan)
- 2004: Science Friction (Jalal Mansur Nuriddin)